# Miraflores (kommun i Colombia, Boyacá, lat 5,12, long -73,21)
Miraflores är en kommun i Colombia.   Den ligger i departementet Boyacá, i den centrala delen av landet, 110 km nordost om huvudstaden Bogotá. Antalet invånare är 9 661. Arean är 258 kvadratkilometer.
Terrängen i Miraflores är mycket bergig.